# Cyclodictyon olfersianum
Cyclodictyon olfersianum là một loài rêu trong họ Pilotrichaceae. Loài này được (Hornsch.) Kuntze mô tả khoa học đầu tiên năm 1891.